# موتور خدا مراد عبد اللهي
موتور خدا مراد عبد اللهي (بالفارسية: موتور خدامراد عبدالهي) هي منطقة سكنية تقع في سيستان وبلوتشستان في إيران.